# جغرافيا المغرب
يمتد المغرب من البحر المتوسط والمحيط الأطلسي على التوالي في الشمال والغرب، إلى المناطق الجبلية الشاسعة في الداخل، إلى الصحراء المغربية في الجنوب. المغرب دولة تقع في اقصى شمال أفريقيا، متمركزة في أقصى الشمال الغربي لأفريقيا على أبواب أوروبا، تحده الجزائر شرقاً وموريتانيا جنوبا، ويطل بواجهته الشمالية على كل من إسبانيا والبرتغال.
يفصل مضيق جبل طارق المملكة المغربية عن إسبانيا بمسافة قدرها 14كم. تعدّ أرض المغرب منطقة جبلية حيث تمتد جبال الأطلس من الشمال الأوسط إلى الجنوب الغربي بطول 1350 كم. إلى الشمال توجد جبال الريف التي تشكل جزءاً من سلسلة جبال سييرا نيفادا في الأندلس بإسبانيا، والتي بدورها تمتد 250 كيلومتر من طنجة غرباً إلى الناظور شرقاً.
وفي غرب المملكة يوجد السهل المغربي الذي يمتد عبر ساحل المحيط الأطلسي من طنجة إلى الكويرة، بطول 3000 كيلومتر، ثم إلى داخل البلاد عبر هضاب سايس قرب فاس، وتانسيفت الحوز قرب مراكش. هذه التلال والسهول تعد أرضا خصبة تساهم في الاقتصاد الوطني المحلي بـ 15٪. الأراضي جنوب شرق البلاد قاحلة، نظرا لجنوب المغرب الذي يعد جزءا من الصحراء الكبرى المغربية. تم تطوير عدة واحات نخيل في عدة مناطق، خصوصا في فكيك وزاكورة.
أما الجنوب فحدوده مع موريتانيا ( الكويرة من جهة المغرب و نواديبو من جهة موريتانيا ) كما هو مذكور أعلاه في المعلومات العامة قسم الحدود

## الجغرافيا الطبيعية

### السلاسل الجبلية
ثلثي أرض المغرب الشمالي من الجبال، وتصل ارتفاعات كبيرة. بعضها يتخطى عتبة الـ 4000 متر. جبل توبقال هو أعلى قمة بالبلد مع وصولها ارتفاعاً إلى 4167 متر. توجد 4 سلاسل جبلية بالمغرب حيث أنه البلد الوحيد في المغرب العربي الذي يحتضن سلسلة جبال كبيرة، الأطلس.
في الشمال، تحد جبال الريف البحر المتوسط. أعلى قمة بالريف تبلغ 2456 متر وتسمى جبل تيدغين. توجد بالريف ارتفاعات متغايرة بحسب المناطق. بعيدا عن المرتفعات الريفية، وبداخل البلد نجد 3 سلاسل جبلية كبيرة: الأطلس المتوسط، الأطلس الكبير، و الأطلس الصغير حيث سنجد تنوعا في المناطق.
تفصل السهول القاحلة الشرقية والغربية الخصبة جبال الريف عن الأطلس المتوسط، الذي يعد «خزان مياه المغرب»، بما يعرف اليوم بتازة.
يتكون الأطلس الصغير من منظرين مختلفين. في الشرق نجد الجبال المنحدرة مع ارتفاعات تتعدى 3000 متر، من قبيل جبلي بويبلان وبوناصر حيث يعرف هذين الجبلين تساقطات ثلجية مهمة.
إلى الغرب تصبح السلسلة الجبلية أكثر انبساطا حيث تترك المجال لأراضي منخفضة ذات مساحات صغيرة. تحد جبال الأطلس الصغير جنوباً سلسلة الأطلس الكبير، حيث يقع أعلى جبل في المغرب بقمة يصل ارتفاعها إلى 4167 متر.
تنتمي جبال الأطلس الصغير كذلك إلى سلسلة جبال الأطلس حيث تشكل القسم الجنوبي منها. ترتفع أعلى قمة فيها بـ 3304 أمتار عن سطح البحر وهي قمة جبل سيروا.

### السهول

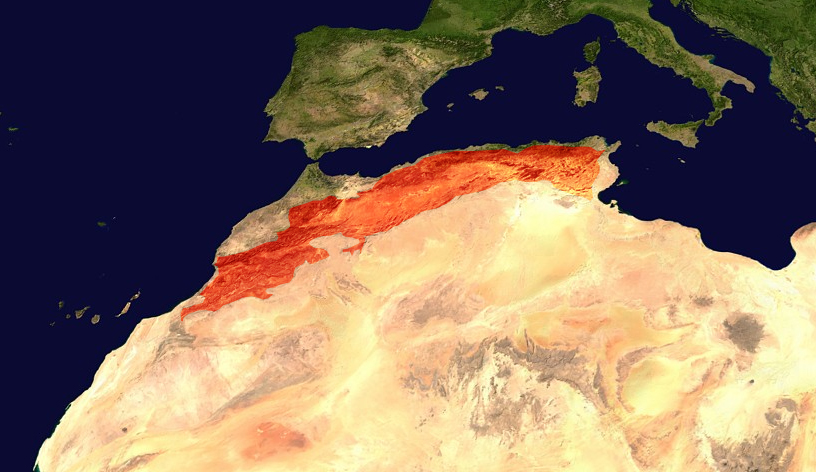
سلسلة جبال الأطلس

غالباً ما تكون مساحات السهول كبيرة، حيث تمتد من جبال الريف إلى سلسلة جبال الأطلس المتوسط، حوض سبو يتكون من سهول منخفضة، مجاري مياه، بعض الهضاب والتلال الخصبة حيث تتم زراعة بعض الأغذية.
في سهل الغرب، نجد حقول شمندر السكر، قصب السكر، الأرز والتبغ. تتميز هذه السهول عن الأخرى بوجود غابة المعمورة حيث يتم استغلال أشجار العرعر والأوكالبتوس. توجد عدة سهول أخرى مثل سهول هضاب الفوسفاط و الشاوية، دكالة وفي جهة الشرق عند سفح الأطلس المتوسط نجد تادلة.
ثم إلى الجنوب نجد سهل الحوز في منطقة مراكش و سهل سوس الذي يشكل مثلثا عن طريق التقاء الأطلس الكبير، الأطلس الصغير والمحيط الأطلسي. نجد سهولا ومناطق أخرى ذات مساحات أقل شساعة خصوصا في الشمال (اللوكوس، نكور، تريفة، وادي ورغة، سهل بهت، إناون...)

### الصحراء
جنوب المغرب، توجد العروق والكثبان الرملية منها عرق الشبي على الحدود المغربية الجزائرية ، الذي يعد أكبر عرق حيث يتكون من حجارة ورمال. قد يصل ارتفاع بعض الكثبان الرملية إلى 200 متر.

## المناخ

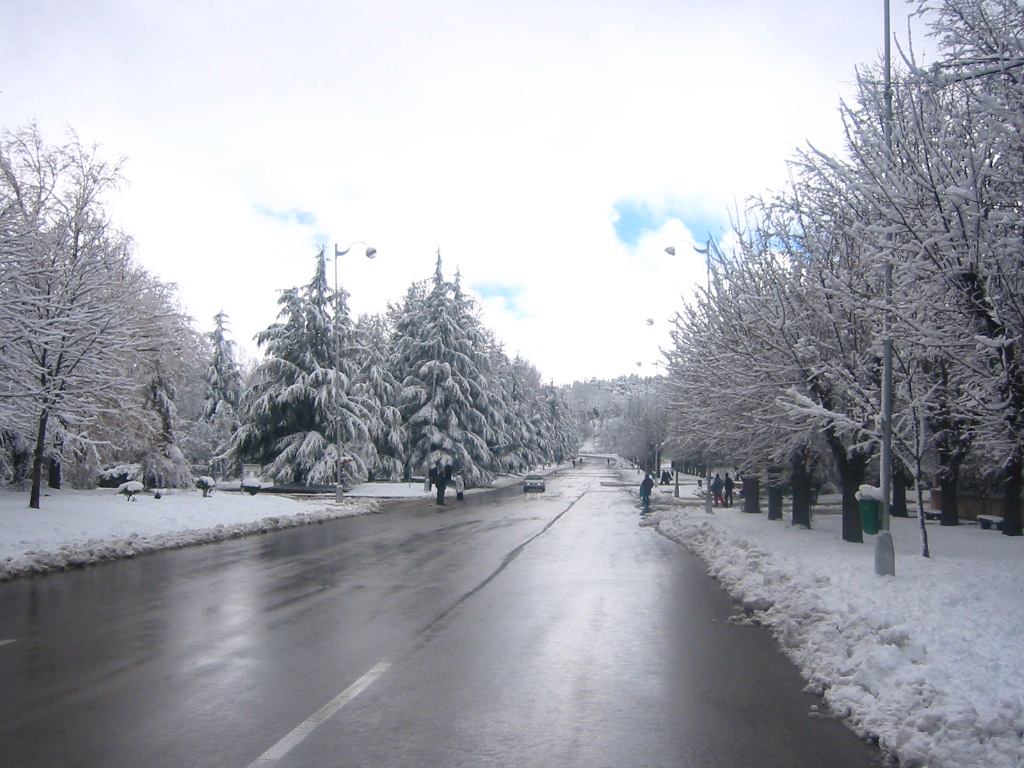
صورة لمدينة إفران خلال فصل الشتاء، حيث يتميز بتساقط كثيف للثلوج

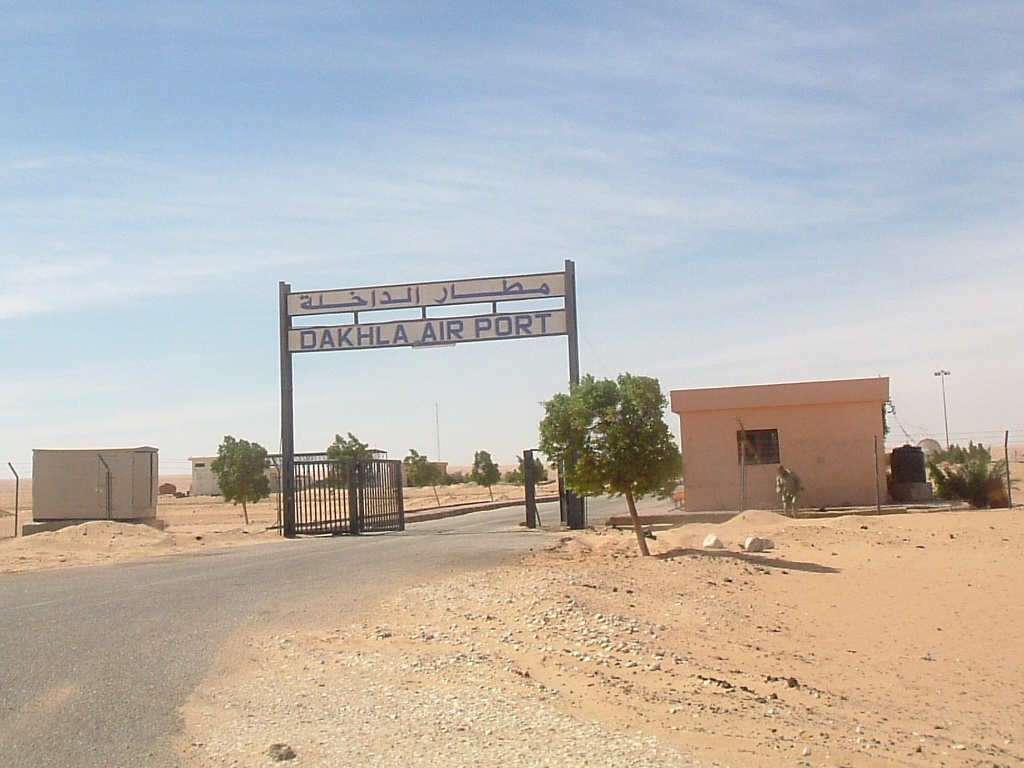
صورة لمدينة الداخلة ذات المناخ الصحراوي

يمكن تقسيم المناخ في المغرب إلى قسمين: الشمال الغربي والجنوب الشرقي.
في الجنوب الشرقي المناخ قاحل وضعيف الكثافة السكانية. في الشمال الغربي المناخ معتدل ويطابق إلى حد كبير مناخ شبه الجزيرة الإيبيرية ويعد منطقة ذات كثافة سكانياً عالية.
تتضمن المناطق كثيفة السكان نطاق المناخ المتوسطي، وبما أن المنطقة الشمالية جبلية جدا، فإنها تتضمن أيضا تأثيرات المناخين الجبلي والقاري، وكذلك التأثير المناخي المحيطي على السواحل الأطلنتية. هناك أيضاً الأراضي ذات المناخ الشبه قاحل التي تتمثل في المناطق الشمالية الشرقية، الجنوب الأوسط والجنوب الغربي. وأخيراً، المناخ الصحراوي الذي ينتشر على مساحات شاسعة جنوب البلاد.
على طول الساحل المتوسطي، المناخ المتوسطي هو المهيمن في تلك المنطقة مع وجود تغطية نباتية ملائمة. غالبا ما يتميز فصل الصيف بالحرارة المفرطة نسبيا، أما فصل الشتاء فيكون معتدلاً. بعيدا عن السواحل، يصبح المناخ في جبال الريف قارياً مع صيف حار وشتاء بارد. على الارتفاعات أكثر من 1000 متر، يصبح المناخ جبلياً مع درجات حرارة معتدلة في الصيف وباردة في الشتاء. تكون الواجهة الغربية أكثر استقبالا للتساقطات مع تسجيل مقاييس تتراوح بين 600 و1500 مم، بينما الواجهة الشرقية تسجل أقل بنسب تتراوح بين 300 و700 مم. تسجل تساقطات ثلجية بالمناطق الأكثر ارتفاعاً.
1. مدن ذات مناخ متوسطي: طنجة، تطوان، الحسيمة، الناظور.
2. مدن ذات مناخ قاري: شفشاون، تازة.
3. مدن ذات مناخ جبلي: باب برد.

على الساحل الأطلنتي، مناخ متوسطي مع تأثير محيطي. يختلف انطباع تأثير هذا الأخير من منطقة إلى أخرى على طول الساحل. وغالبا ما يتم اعتباره ما بين أصيلة إلى الصويرة. حرارة الصيف معتدلة إلى حارة نسبياً، والشتاء معتدل عن نظيره على الساحل المتوسطي. بعيدا باتجاه جبال الأطلس، يصبح المناخ قارياً مع شتاء بارد وصيف حار. على الارتفاعات أكثر من 1000 متر، يصبح المناخ جبليا، مع صيف معتدل وشتاء مفرط البرودة. على العموم، التساقطات بهذه المناطق تكون عالية ويكون المتوسط بين 500 و 1800 مم في الشمال، لكن بتغيير الاتجاه نحو الجنوب يضعف المتوسط السنوي للتساقطات ليتراوح بين 100 إلى 200 مم. تتساقط الثلوج على الارتفاعات العالية.
هناك محطتي تزلج في المغرب، واحدة في الأطلس المتوسط وهي ميشليفين، وأخرى باسم أوكايمدن في الأطلس الكبير.
1. مدن ذات مناخ محيطي: الرباط، الدار البيضاء، الصويرة، العرائش.
2. مدن ذات مناخ قاري: فاس، مكناس، خنيفرة، بني ملال.
3. مدن ذات مناخ جبلي: إفران، أزرو، ميدلت، إيموزار كندر.

يتميز مناخ المناطق الجنوبية للشمال الغربي بشبه قحولته. نسبة التساقطات المطرية منخفضة تتراوح بين 250 و350 مم سنويا. أما مقاييس الحرارة فهي لا تتغير بشكل كبير مقارنة مع الأقاليم الشمالية. أمثلة المدن ذات هذا المناخ كثيرة منها مدينتي أكادير ومراكش.
الأقاليم الجنوبية للمملكة تتميز بمناخ صحراوي، لكن تكون الحرارة معتدلة على السواحل.

## النظام الإيكولوجي

### شبكة الأنهار
يتوفر المغرب على شبكة مهمة من الأنهار والأودية أهمها:

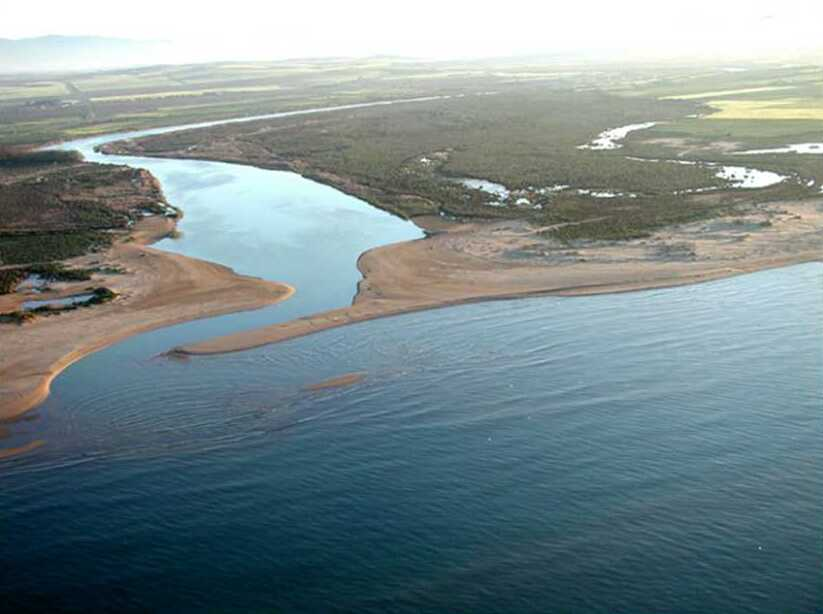
نهر ملوية المغرب

| اسم الوادي أو النهر | طوله بالكيلومتر | صبيبه (م³/ث) |
| ------------------- | --------------- | ------------ |
| وادي درعة           | 1200            | 24.3         |
| أم الربيع           | 600             | 142.20       |
| سبو                 | 500             | 209.1        |
| ملوية               | 450             | 41.1         |
| تانسيفت             | 270             | 38           |
| زيز                 | 270             | 13.6         |
| أبو رقراق           | 250             | 20.5         |
| نهر لوكوس           | 100             | 50.7         |

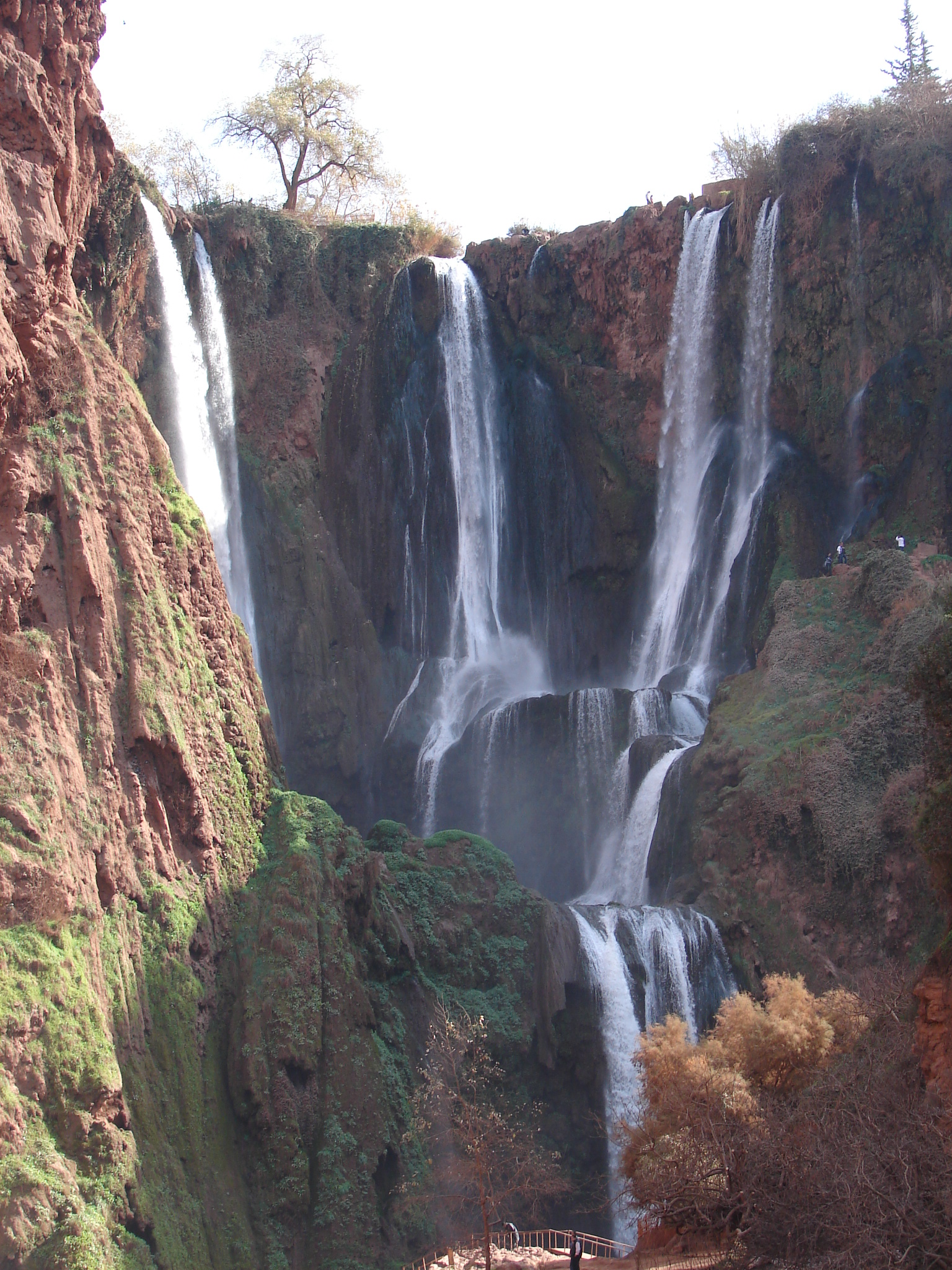
شلالات أوزود

الأنهار الكبيرة مثل أبي رقراق وأم الربيع وملوية وسبو، تنبع من قلب المغرب من جباله وصبيبها مستقل عن البلدان المجاورة، لكن لديها معدلات تدفق متغيرة للغاية بين الفصول، وكذلك من سنة إلى أخرى.

### البيئة النباتية
تبلغ مساحة الغابات في المغرب حوالي 2.500.000 هكتار، ويتنوع الغطاء النباتي بالمغرب ويتميز بوجود أصناف عديدة نذكر بينها:
أرز • طلح • نخيل • أشجار مثمرة • عفص • صنوبر • تين • أوكالبتوس • زيتون • قطلب أونيدو • • حلفاء لوز أشجار الفاكهة أشجار الحلفان وأرگان، وهي الأنواع المدرجة ضمن مواقع التراث العالمي لليونسكو.

### البيئة الحيوانية

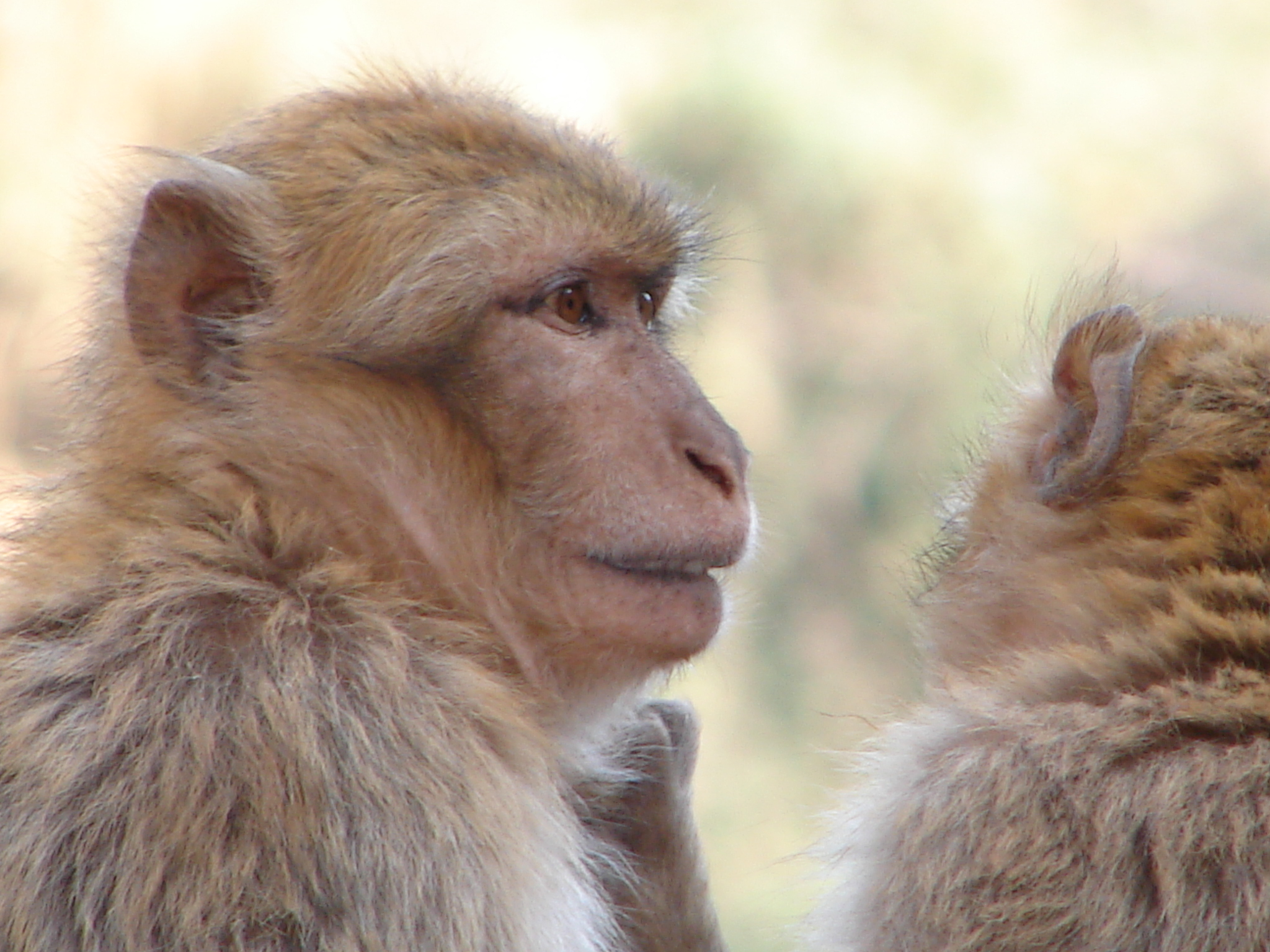
قردو من منطقة بني ملال

تزخر البرية المغربية بأصناف عديدة من الحيوانات، سواء البرية منها أو البحرية أو الطيور، نذكر من بينها:

## أنظر كذلك
- التقسيم الإداري في المغرب
- السياحة في المغرب